# 小路口镇 (梁山县)
小路口镇，是中华人民共和国山東省济宁市梁山县下辖的一个乡镇级行政单位。

## 行政区划
小路口镇下辖以下地区：
后门王村、邓那里村、张三槐村、宋那里村、李楼村、戴那里村、张那里村、梁庙村、张振公村、孙那里村、张桥村、殷那里村、小路口村、岳那里村、侯坊村、雷口村、后吕村、闫那里村、黄那里村、路那里村、孙楼村、国那里村、马楼村、沙沃刘村、尹那里村、大王村、杨盘村、邹桥村、马岔河村、东雷庄村、徐岔河村、荣岔河村、菜园村、刘灿东村、前于口村、后于口村、朱丁庄村、马那里村、蔡李庄村、王石楼村、东西李村、李岔河村、王蜂楼村、楚桥村、王洼村、丁井村、北董集村、赵庄村、葛集村、石庙村、王尧村、陈集村、董吕村、梁赵村、董集村和新联村。

## 人口
2010年中国第六次人口普查时，小路口镇共有人口45087人。共有家庭13852户，平均每户3.19人。14岁以下的少年儿童共9635人，占总人口21.36%；15-64岁人口共30433人，占总人口67.49%；65岁及以上的老年人共5019人，占总人口的11.13%。男性共计22437人，占总人口49.76%；女性共计22650人，占总人口50.23%。本地居住的人口中，拥有本地户籍的人口为43298人，占96.03%。